# البطولة الوطنية المجرية 1933–34
البطولة الوطنية المجرية 1933–34 (بالمجرية: 1933–1934-es magyar labdarúgó-bajnokság)‏ هو الموسم 31 من  البطولة الوطنية المجرية. أشرف على تنظيمه اتحاد المجر لكرة القدم، وكان عدد الأندية المشاركة فيه  12، وفاز فيه نادي فيرينتسفاروشي.